# Simone Bacciocchi
Simone Bacciocchi (* 22. Januar 1977 in Stadt San Marino) ist ein ehemaliger san-marinesischer Fußballspieler.

## Karriere
Bacciochi ist am meisten für seine Einsätze in der san-marinesischen Nationalmannschaft bekannt. Mit 60 Einsätzen ist er momentan Dritter in der Liste der meisten Einsätze für San Marino. Des Weiteren war Bacciochi in einigen Spielen Kapitän seiner Mannschaft.